# Discoverer 9

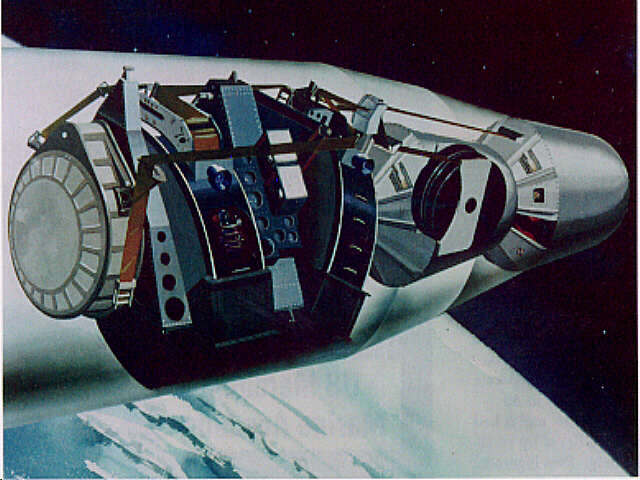
Przekrój przez satelitę serii Discoverer programu Corona.

Discoverer 9 (również: CORONA 9006) – nieudana misja amerykańskiego satelity technologicznego. 

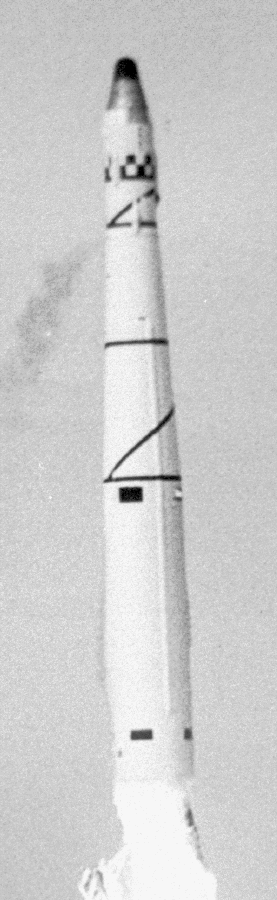
Start rakiety Thor Agena A z satelitą Discoverer 9, typu Corona KH-1, 4 lutego 1960.

## Przebieg misji
Start odbył się 4 lutego 1960, o godz. 18:51:45, z bazy lotniczej Vandenberg. Misja Discoverera 9 nie udała się z powodu awarii rakiety nośnej Thor Agena A. Statek nie osiągnął orbity. Niepowodzenie to oznaczono w katalogu COSPAR jako 1960-F01. W katalogu NORAD, przez F00080.
Innymi oznaczeniami misji były: FTV-1050, CORONA C-6, Agena A 1052, Corona 9. Oznaczenie kapsuły: SRV 113. 
Przenosił także instrument TOD-1 (Transit-On-Discoverer), najpewniej na potrzeby programu TRANSIT.